# Carlo Ambrosini
Pour les articles homonymes, voir Ambrosini.
Carlo Ambrosini (né le 15 avril 1954 à Azzano Mella (Lombardie) et mort le 1er novembre 2023) est un auteur de bande dessinée italien.
Dessinateur réaliste, il travaille principalement depuis 1980 pour la maison d'édition Sergio Bonelli Editore, spécialisée dans les récits d'aventures grand public. Il y a notamment créé la série Napoleone (it), dont 54 numéros ont été publiés de 1997 à 2006.

## Récompense
- 2002 : prix Micheluzzi de la meilleure série italienne pour Napoleone (it)